# Amine El Ouazzani
Amine El Ouazzani (* 15. Juli 2001 in Grenoble) ist ein marokkanisch-französischer Fußballspieler.

## Karriere

### Verein
Aus der U19 von Grenoble kommend, wechselte er zur Saison 2019/20 dann in die U19 des FC Bourg-Péronnas, von wo er ab Sommer 2020 auch ein fester Teil des Kaders der ersten Mannschaft wurde. Nach über zwei Jahren mit seiner Mannschaft hier in der dritten Liga, wechselte er im November 2022 zu EA Guingamp. Dort hatte er am 26. November 2022 auch gleich sein Ligue 2-Debüt. Seitdem ist er ein wichtiger Stammspieler im Kader des Klubs geworden.

### Nationalmannschaft
Im März 2023 wurde er erstmals von Marokko für deren U23 berufen. Nach einigen Freundschaftsspielen trat er mit dieser dann beim Afrika-Cup 2023 an, wo er im Halbfinale auch ein Tor erzielte und so seiner Mannschaft half den Titel zu gewinnen. Damit erreichte er mit seinem Team auch die Qualifikation für das Olympiaturnier 2024.